# Omar McLeod
Omar McLeod (* 25. dubna 1994) je jamajský atlet, jehož specializací jsou krátké překážkové běhy (60 m př. a 110 m př.)

## Sportovní kariéra
Na mistrovství světa v Pekingu v roce 2015 doběhl šestý ve finále běhu na 110 metrů překážek. V roce 2016 se stal mistrem světa v běhu na 60 metrů překážek na světovém halovém šampionátu v Portlandu. Zvítězil v novém osobním rekordu 7,41 s. V létě téže sezóny zvítězil v Rio de Janeiro v olympijském finále běhu na 110 metrů překážek. "Zlatý hattrick" dovršil v srpnu 2017, kdy se v Londýně stal v této disciplíně mistrem světa.

## Osobní rekordy
- 60 m př. – 7,41 s (2016)
- 110 m př. – 12,90 s (2017)
- 100 m – 9,99 s (2016)